# Minna Ziel

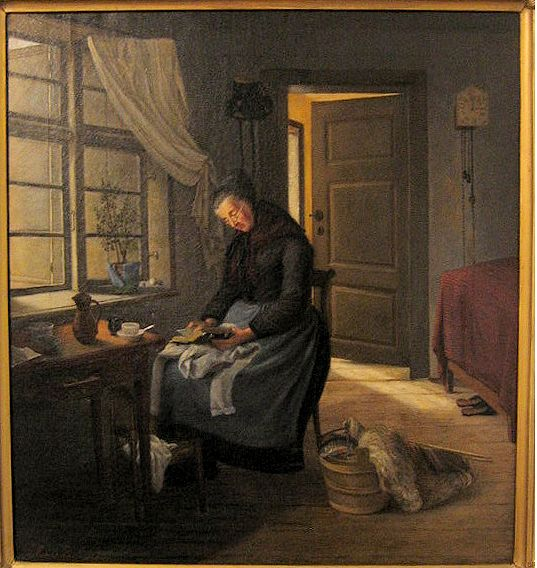
Die Warnemünderin (1851)

Wilhelmine Auguste Marie Ziel, genannt Minna Ziel (* 8. Juni 1827 in Rostock; † 4. Dezember 1871 ebenda) war eine deutsche Bildnis- und Genremalerin.

## Leben
Minna Ziel war eine Tochter des Buchhalters Christoph Ernst Johann Ziel (1788–1854) und dessen Frau Franzisca Henriette, geb. Koeve (1803–1873). Sie war eine Schülerin von Karl Ferdinand Sohn in Düsseldorf. Hier entstandene Arbeiten stellte sie in der „Permanenten Kunstausstellung“ der Kunsthandlung Eduard Schulte aus. Anschließend war sie in ihrer Heimatstadt tätig.  Eine ihrer Schülerinnen war Elisabeth Strempel. Das Kulturhistorische Museum Rostock und das Heimatmuseum Warnemünde haben einige ihrer Werke, die im Stil der Düsseldorfer Malerschule ausgeführt wurden, im Bestand. Ihr Gemälde „Die Warnemünderin“ von 1851, befindet sich als Leihgabe in der Dauerausstellung des Heimatmuseums Warnemünde.